# Armand Sahadewsing
Armand Sahadewsing (Paramaribo, 7 de julho de 1939) é um ex-futebolista e ex-treinador surinamês  que jogou pelos clubes Transvaal, da Hoofdklasse de Suriname, e Door Wilskracht Sterk, da Eredivisie dos Países Baixos. Também jogou pela seleção nacional de Suriname, da qual foi treinador na campanha para a Copa do Mundo FIFA de 1982.

## Clubes

### Começo
Armand começou sua carreira no complexo esportivo Mr. Bronsplein em Paramaribo, Suriname com dez anos de idade, jogando pelo Klein Maar Dapper, um clube registrado na Bronspien Sport Bond feito especialmente para crianças e adolescentes. Após dois anos com o KMD, transferiu-se para as camadas jovens dos clubes Sparta, Tuna e finalmente Unitas. Aos 16 anos, foi contratado pelo Transvaal para jogar na Hoofdklasse, a primeira divisão de futebol no Suriname.

### Transvaal
Em 1956, Armand estreou na Hoofdklasse com 16 anos. Ele viria a jogar pelo Transvaal por uma década, se tornando primeira escolha na ponta direita. Foi capitão da equipe de 1960 a 1965 e ajudou na conquista de dois títulos nacionais em 1962 e 1965. Também recebeu o prêmio de Jogador Surinamês do Ano em 1965.

### Door Wilskracht Sterk
Em 1966, Armand se mudou para os Países Baixos com o objetivo de conseguir uma licença de treinador da Real Associação de Futebol dos Países Baixos. Durante sua estadia se juntou ao Door Wilskracht Sterk, clube jogando então na Eredivisie, e teve presença em duas partidas na temporada 1967–68, tendo jogado com futebolistas como Frans Geurtsen e Rob Rensenbrink.

## Seleção nacional
Armand jogou pela seleção nacional do Suriname. Fez sua estreia em 1957, numa derrota por 2 a 1 frente as Antilhas Neerlandesas, nas qualificatórias da CONCACAF para a Copa do Mundo FIFA de 1962.

## Carreira de treinador
Em 1980, foi treinador de Suriname para as etapas qualificatórias da Copa do Mundo FIFA de 1982. Suriname acabou sendo eliminada por Cuba no Campeonato Qualificatório da CONCACAF de 1981.

## Títulos

### Por clubes
Transvaal
- Hoofdklasse (2): 1962, 1965